# Daft Punk
Daft Punk bio je francuski duo elektroničke glazbe. Izvodili su elektroničku glazbu, preciznije French House. DJ-duo se sastojao od članova Guy-Manuel de Homem-Christo i Thomasa Bangalter. Obojica dolaze iz Pariza. Popularnost su stekli u kasnim devedesetima kao dio Francuskog housea. Imali su uspjeh i godinama kasnije, kombinirajući elemente house glazbe s funk, techno, disco, rock i synthpopom. U javnosti su se predstavljali kao roboti još od 1999. i rijetko su se pokazivali na televiziji i davali intervjue. Menadžer im je bio Pedro Winter od 1996. do 2008.
Nakon što se indie rock bend Darlin' raspao, počeli su eksperimentirati sa sintisajzerima i računalnim bubnjevima. Njihov prvi album Homework pušten 1997. od strane Virgin Recordsa je dobio pozitivne ocjene. 
U albumu su bili singleovi "Around the World" i "Da Funk". Drugi album Discovery imao je još više uspjeha i hitova kao što su "One More Time", "Digital Love" i "Harder, Better, Faster, Stronger". U trećem mjesecu 2005, Daft Punk je izbacio album Human After All sa singleovima "Robot Rock" i "Technologic". 
Imali su koncerte 2006. i 2007. i objavili su album Alive 2007 koji je dobio Grammy nagradu za Najbolji dance/eletronic album. Izradili su album posvećen filmu Tron: Legacy kojeg su objavili 2010.
U 2013, Daft Punk je napustio Virgin Records i prešao u Columbia Records.  
Objavili su njihov četvrti album Random Access Memories s "Get Lucky" dostigli su top 10 u 32 zemlje po najboljoj pjesmi. Random Access Memories je dobio pet Grammyja u 2014, uključujući album godine i record godine za "Get Lucky". U 2016, vratili su se na vrh ljestvice s hitom "Starboy" u kojoj su surađivali s The Weeknd-om. 
Od 2015. Daft Punk je prodao više od 12 milijuna albuma.
U 2021. najavljuju kraj s videom "Epilogue" na njihovom YouTube kanalu, koristeći scene iz filma Daft Punk's Electroma. U videu se pojavljuje scena s njihovim robotskim rukama i ispod njih tekst "1993-2021".

## Diskografija
Studijski albumi
- Homework - 25. ožujka 1997.
- Discovery - 13. ožujka 2001.
- Human After All - 14. ožujka 2005.
- Random Access Memories - 21. svibnja 2013.

Ostali i live albumi
- Alive 1997 (live album) - 6. studenog 2001.
- Daft Club (remix album) - 1. prosinca 2003.
- Human After All: Remixes (remix album) - 29. ožujka 2006.
- Musique Vol. 1 1993–2005 (compilation album) - 4. travnja 2006.
- Alive 2007 (live album) - 20. studenog 2007.
- Tron: Legacy (soundtrack) - 7. prosinca 2010.

## Vanjske poveznice
- Službena stranica Daft Punka